# ناثان موليغان
ناثان موليغان (بالإنجليزية: Nathan Mulligan)‏ (15 سبتمبر 1986 بميدلزبرة في المملكة المتحدة - ) هو لاعب كرة قدم بريطاني في مركز الوسط. لعب مع نادي ميدلزبره وويتبي تاون ‏ وGuisborough Town F.C. ‏ وMarske United F.C. ‏ وNorton & Stockton Ancients F.C. ‏ ودارلينجتون إف سى.

## وصلات خارجية
- ناثان موليغان على موقع قاعدة بيانات كرة القدم.إي يو (الإنجليزية)
- ناثان موليغان على موقع Soccerbase.com (لاعب) (الإنجليزية)